# Elísabet Gunnarsdóttir
Elísabet Gunnarsdóttir (Reykjavik, 2 oktober 1976) is een IJslandse voetbaltrainer en voormalig voetbalster. 

## Spelerscarrière
Gunnarsdóttir begon bij Valur Reykjavík als jeugdspeelster en promoveerde naar het seniorenteam voordat ze in 1995 naar Stjarnan FC verhuisde en twee seizoenen bij de club speelde. Ze keerde in 1997 terug bij haar moederclub Valur en speelde daar tot 2001, toen ze besloot met pensioen te gaan en als hoofdcoach aan de slag te gaan bij ÍB Vestmannaeyja in de hoogste vrouwencompetitie. Op vierentwintigjarige leeftijd werd Gunnarsdóttir de jongste vrouw ooit die als hoofdcoach in de hoogste divisie werkte.

## Trainerscarrière
Gunnarsdóttir begon haar coachingcarrière op zestienjarige leeftijd toen ze zich aansloot bij het jeugdprogramma van Valur Reykjavík als assistent-coach. Negen jaar lang coachte ze verschillende leeftijdsgroepen bij de club en speelde ze een rol bij het opbouwen van één van de meest georganiseerde en succesvolle jeugdprogramma's van het vrouwenvoetbal in IJsland. Ze won nationale trofeeën met haar jeugdteams en werd uitgeroepen tot IJslands Jeugdteamcoach van het jaar 1999.
In 2001 verliet Gunnarsdóttir Valur Reykjavík om ÍB Vestmannaeyja te coachen in de Úrvalsdeild kvenna. Na een jaar bij ÍBV nam ze het U19-team van Breiðablik Kópavogur over en leidde ze hen naar de IJslandse titel. In 2003 werd ze door Valur aangenomen als hoofdcoach van het seniorenteam, waarmee ze de eerste landstitel van de club in vijftien jaar won en werd uitgeroepen tot Coach van het Jaar 2003. Gunnarsdóttir bleef vijf opeenvolgende seizoenen hoofdcoach van Valur en leidde het team naar vier landstitels en één bekertitel. Ze leidde het team naar de kwartfinales van de UEFA Women's Cup 2005-06. Gunnarsdóttir staat bekend om het maken van opvallende transfers voor haar teams en haalde speelsters zoals de Duitse wereldkampioene Viola Odebrecht en de Schotse Julie Fleeting naar IJsland om voor haar te spelen bij Valur.
Gunnarsdóttir verhuisde in januari 2009 naar Zweden om Kristianstads DFF van de Zweedse Damallsvenskan over te nemen. Tijdens haar tijd bij de club heeft Kristiantads DFF een aantal grote namen gecontracteerd, waaronder de IJslandse sterren Margrét Lára Viðarsdóttir en Sif Atladóttir, de Deense international Johanna Rasmussen en de Zweedse sterren Hedvig Lindahl, Kosovare Asllani en Josefine Öqvist. In september 2012 tekende Gunnarsdóttir een nieuw tweejarig contract bij de club.
Toen Freyr Alexandersson, de voormalige assistent en opvolger van Gunnarsdóttir bij Valur, in 2013 werd benoemd tot coach van het IJslandse vrouwenelftal, stemde ze ermee in om namens hem de tegenstanders te scouten.
In augustus 2014 trapte Marija Banušić Kristianstads op voorsprong in de finale van de Svenska Cupen, maar het team van Gunnarsdóttir werd met 2-1 verslagen door Linköpings FC.
In november 2023 trad Gunnarsdóttir af als manager van Kristianstads na vijftien jaar aan het roer te hebben gestaan.
Gunnarsdóttir was assistente van Jörundur Áki Sveinsson bij het IJslands nationaal vrouwenelftal en was ook de hoofdcoach van het nationale U-21-team van 2005 tot eind 2006. Ze was twee wedstrijden de coach van IJsland toen Jörundur werd geschorst.
Sinds januari 2025 is ze actief als bondscoach van het Belgisch nationaal vrouwenelftal.
- Virtual International Authority File: 2240152139977911100005